# Julianne Trevisol
Julianne Oliveira de Almeida, née le 23 juin 1983, connue sous le nom de Julianne Trevisol, est une actrice brésilienne de cinéma, de télévision et de théâtre, chanteuse, acrobate, et danseuse de ballet. Elle est connue pour ses rôles dans les telenovelas de Rede Record telles que Floribella, Paixões Proibidas, Caminhos do Coração, Vidas em Jogo et Balacobaco..

## Biographie
Elle commence sa carrière à l'âge de sept ans comme danseuse. À 13 ans, elle fait du théâtre. En 2015, elle incarne Maria Luisa dans la telenovela Totalmente Demais.

## Filmographie

### Télévision
| An      | Titre                             | Rôle                                          |
| ------- | --------------------------------- | --------------------------------------------- |
| 1999-03 | Domingão do Faustão               | Danseuse                                      |
| 2001    | Os Normalis                       | Call girl (Épisode : "Um Programinha Normal") |
| 2002    | Malhação                          | Catarina (Épisode : "13 août")                |
| 2004    | Zorra Total                       |                                               |
| 2005    | Floribelle                        | Olivia Fritzenwalden                          |
| 2006    | Paixões Proibidas                 | Mariana Araújo                                |
| 2007    | Chemins de Coração                | Górgona Meyer (Gór)                           |
| 2008    | Os Mutantes – Caminhos do Coração | Górgona Meyer (Gór)                           |
| 2009    | Mutantes – Promesses d'amour      | Górgona Meyer (Gór)                           |
| 2011    | Vidas em Jogo                     | Rita Duarte Monteiro                          |
| 2012    | Balacobaco)                       | Bétina Pontes                                 |
| 2014    | Milagres de Jesus                 | Zilá (Épisode: "O Endemoniado de Gerasa")     |
| 2015    | Totalement Demais                 | Marie-Louise (Lu)                             |
| 2016    | Super Chef Célébration            | Elle-même                                     |

### Film
| An   | Titre                                        | Rôle             |
| ---- | -------------------------------------------- | ---------------- |
| 2009 | Divã                                         | Juju             |
| 2009 | Relações Virtuais                            | Paulie           |
| 2010 | Novas Mídias                                 |                  |
| 2011 | 5 Calls                                      |                  |
| 2014 | Ninguém Ama Ninguém. . Par Mais de Dois Anos | Terezinha Seixas |
| 2015 | Take 1                                       | Karen            |